# 地積測量図
地積測量図（ちせきそくりょうず）とは、一筆ないし数筆の土地の地積（面積）を法的に確定した図面をいう。不動産登記令に基づき、土地の表題登記、地積更正、分筆の登記等を申請する際には、地積測量図を添付しなければならない。
地図または地図に準ずる図面が、あるまとまった地域での各筆の位置・形状・大きさ等を一覧するための図面であるのに対し、地積測量図は一筆もしくは分筆後の数筆ごとの部分的な図面であり、測量や計算についての記載があり、筆界について最も精緻な情報を持つ。
地積測量図の機能としては以下の点が挙げられる。
- 土地形状の正確な復元
- 面積計算
- 現地特定、隣接地との位置関係把握
- 境界復元（筆界点の現地特定）

地積測量図は登記所に保存されており、誰でも閲覧及び写しの交付を請求することができる。ただし、地積測量図が備わっていない土地は多々ある。

## 概要
不動産登記令2条3号においては、
と定義される。不動産登記規則（平成17年法務省令第18号）により、地積測量図は、土地所在図同様、一筆の土地ごとに作成するものとされ、原則として、250分の1の縮尺により作成するものとされる。
不動産登記規則により、地積測量図には、次の事項を記録することとされている。
- 地番区域の名称
- 方位
- 縮尺
- 当該地の地番および隣接地の地番
- 地積およびその求積方法
- 筆界点間の距離
- 国土調査法施行令2条1項1号に規定する平面直角座標系の番号又は記号
- 基本三角点等に基づく測量の成果による筆界点の座標値
- 境界標（筆界点にある永続性のある石杭又は金属標その他これに類する標識をいう）があるときは、当該境界標の表示
- 測量の年月日

地積測量図に、基本三角点等に基づく測量の成果による筆界点の座標値を記録する場合には、当該基本三角点等に符号を付した上、地積測量図の適宜の箇所にその符号、基本三角点等の名称及びその座標値も記録するものとされている。

## 地積測量図の重要性
一般に、土地の境界は境界標によって示されるが、設置された時期が古いなどの理由から、正しい境界が示されているとは限らない。そのような場合、地積測量図から判断して確からしい場合には、その境界標の推定力は高いといえる。境界は、境界標および地積測量図のほか、公図、地形、占有の状況等から総合的に判断される。災害が発生するなどして広範囲に境界標がなくなった場合、地積測量図があればある程度の精度をもって各境界点を復元し元の土地の形状を復元することは可能であるが、地積測量図がなければ精度の良い境界復元および土地形状の復元は困難である。従って、国土調査法による地籍調査もしくは登記所備付地図作成作業などは、法１４条地図を作製することよりも、地積測量図もしくはそれに類する面積計算書を作成することが主眼となる。
不動産登記規則85条2項によれば、地積更正登記や土地滅失登記もしくは換地処分された場合には従前の地積測量図を閉鎖しなければならないとあるが、古い地積測量図であっても、筆界（境界）の争いが起きた場合には、土地の沿革を知る重要な資料であり、安易に廃棄されるべきものではない。実際には、閉鎖された地積測量図であっても法務局に保管されていれば閲覧や写しの請求は可能となっているが、画像データ化されていないためにインターネットでの請求が不可能であり、今後の保管が危惧されるところである。
国土調査法による 地籍調査や土地区画整理法による換地等が行われた地域では、地積測量図に類する面積計算書類は実施主体である市町村等に保管され、ほとんどの場合法務局には保管されない。実施年度が古い場合には、市町村等に面積計算書類が保管されていない場合もあり、筆界についての情報管理のあり方が問われることになる。極論ではあるが、範囲内の全ての土地の地積測量図もしくは面積計算書があれば、それらをつなぎ合わせて地図を作製することは可能であるが、その逆は不可能である。